# ألبير فهمي تادرس
ألبير فهمي تادرس مواليد 8 أغسطس 1914 - الوفاة 4 أبريل 1993، هو لاعب كرة سلة مصري سابق. مثّل منتخب بلاده. شارك في دورة الألعاب الأولمبية الصيفية سنة 1936.

## روابط خارجية
- ألبير فهمي تادرس على موقع الاتحاد الدولي لكرة السلة (الإنجليزية)
- ألبير فهمي تادرس على موقع الاتحاد الدولي لكرة السلة (الإنجليزية)
- ألبير فهمي تادرس على موقع الاتحاد الدولي لكرة السلة (الإنجليزية)
- ألبير فهمي تادرس على موقع سبورتس رفرنس (الإنجليزية)
- ألبير فهمي تادرس على موقع أوليمبيديا (الإنجليزية)